# Милош Кордић
Милош Кордић (Комоговина, 10. август 1944) српски је књижевник.

## Биографија
Рођен је у Комоговини, на Банији. Школовао се у Јошавици, Комоговини, Петрињи и Загребу. Радио је као наставник, културни радник, главни и одговорни уредник и руководилац информативних служби у великим привредним компанијама, слободни уметник, а уређивао је културне часописе и листове за децу. Био је покретач и организатор некад значајних културних манифестација. Учесник је бројних песничких сусрета и фестивала.
Кордић је заступљен у антологијама поезије и прозе: Бојана Стојановић-Пантовић: Српске прозаиде, антологија песама у прози, Београд, 2001, Небојша Деветак: Антологија српског пјесништва у Хрватској двадесетог вијека, Загреб, 2002, Милан С. Косовић: Лирика воде, изабране песме о водама, Београд, 2002, Душан Иванић; Приповијетка српских писаца из Хрватске, Загреб, 2004, Бојана 
Стојановић Пантовић: Неболомство, панорама српског песништва краја 20. века, Загреб, 2006. и у другима.
За свој рад добио је више награда, међу којима су награда „Сава Мркаљ” 2013. године, „Печат вароши сремскокарловачке” 2016. године, и Сребрни прстен Умјетничког братства манастира Крка 2018. године.
Његова поезија описана је као аутентична.
За Кордића је поезија несумњиво била и остала простор језичко-имагинативног истраживања, различитих формалних модела, као и промишљених, зналачки коришћених поступака тзв. интертекстуалних веза, али не само на плану књижевности, већ и науке, физике, астрономије, као и других уметности, у првом реду филма и сликарства— Бојана Стојановић Пантовић, Политика, Београд, 3. април 2004.
Живи и ствара у Београду.

## Дела

### Поезија
- Постојало једно море, Сисак, 1966.
- Спавач чистог сна, Загреб, 1968.
- Грумен, Загреб, 1971.
- Одавде до рата, Загреб, 1972.
- Цапраг, Сисак, 1976.
- Диносаур, Чаковец, 1977.
- Изрезано око, Загреб, 1982.
- Дисање леда, Осијек, 1985.
- Резачи драме и круха, Загреб, 1989.
- Најава зиме, Загреб, 1990.
- Насљедне пјесме (поговор: Мирослав Николић), Београд, 1992.
- Црна биљка јабука, Панчево, 1995.
- Сан о Борхесу, Београд, 1998.
- Изабране пјесме (поговор: аутор), Загреб, 1999.
- Тихо пристајање, Београд, 2004.

### Проза
- Коњаник, Загреб, 1982.
- Ђаволов шестар, Београд, 2001.
- Као тачке у празнин, Београд, 2005.
- Азбучник села Комоговине, Загреб 2014.

### Романи
- Даџдевњак, Београд, 2014.

### Поеме
- Слобода је наук предубоки, Јасеновац, 1976.
- Шума на рукама, Сисак, 1981.

### Поезија за децу
- Е баш нећу, Сисак, 1971.
- Сунце врти сунцокрете, Јазак, 1985; друго издање 1986.

### Остало
Написао је и књигу кратких есеја, огледа и записа Пропуштено, Загреб, 2005. године...

## О Милошу Кордићу
За Кордића је поезија несумњиво била и остала простор језичко-имагинативног истраживања, различитих формалних модела, као и промишљених, зналачки коришћених поступака тзв. интертекстуалних веза, али не само на плану књижевности, већ и науке, физике, астрономије, као и других уметности, у првом реду филма и сликарства— Бојана Стојановић Пантовић, Политика, Београд, 3. април 2004.